# Эльблонгский собор
Собор Святого Николая (пол. Katedra św. Mikołaja) — католический собор в Эльблонге, одна из высочайших (97 м) церквей Польши. Церковь святого Николая является кафедральным собором епархии Эльблонга.

## История
Здание церкви было построено в готическом стиле в середине XIII века, в течение следующих веков было расширено примерно в два раза. 26 апреля 1777 года пожар, вызванный молнией, серьёзно повредил крышу и потолок храма, которые были отреставрированы в стиле барокко. В 1945 году церковь получила серьёзные повреждения и была отреставрирована лишь к 1965 году. 25 марта 1992 года костёлу был присвоен статус кафедрального в Эльблонгской епархии.
В соборе находится бронзовая купель, сделанная в 1387 году, статуи Святого Николая и Апостолов, всё исполнено в готическом стиле.